# Kanton Jarville-la-Malgrange
Der Kanton Jarville-la-Malgrange ist seit 1982 ein französischer Wahlkreis im Arrondissement Nancy, im Département Meurthe-et-Moselle und in der Region Grand Est (bis 2015 Lothringen); sein Hauptort ist Jarville-la-Malgrange.

## Lage
Der Kanton liegt in der Mitte des Départements Meurthe-et-Moselle südlich von Nancy.

## Geschichte
Der Kanton entstand am 26. Januar 1982 durch Abspaltung vom Kanton Neuves-Maisons. Bis 2015 gehörten vier Gemeinden zum Kanton Jarville-la-Malgrange. Mit der Neuordnung der Kantone in Frankreich stieg die Zahl der Gemeinden 2015 auf 12. Zu den bisherigen Gemeinden kamen 7 der 14 Gemeinden des bisherigen Kantons Saint-Nicolas-de-Port und die Gemeinde Fléville-devant-Nancy aus dem Kanton Tomblaine hinzu.

## Gemeinden
Der Kanton besteht aus 12 Gemeinden mit insgesamt 34.351 Einwohnern (Stand: 1. Januar 2022) auf einer Gesamtfläche von 72,53 km²:
| Gemeinde                     | Einwohner 1. Januar 2022 | Fläche km² | Dichte Einw./km² | Code INSEE | Postleitzahl |
| ---------------------------- | ------------------------ | ---------- | ---------------- | ---------- | ------------ |
| Azelot                       | 417                      | 4,75       | 88               | 54037      | 54210        |
| Burthecourt-aux-Chênes       | 153                      | 5,59       | 27               | 54108      | 54210        |
| Coyviller                    | 156                      | 4,53       | 34               | 54141      | 54210        |
| Fléville-devant-Nancy        | 2.187                    | 7,40       | 296              | 54197      | 54710        |
| Heillecourt                  | 5.396                    | 3,65       | 1.478            | 54257      | 54180        |
| Houdemont                    | 2.069                    | 3,62       | 572              | 54265      | 54180        |
| Jarville-la-Malgrange        | 9.362                    | 2,43       | 3.853            | 54274      | 54140        |
| Ludres                       | 5.899                    | 8,18       | 721              | 54328      | 54710        |
| Lupcourt                     | 416                      | 6,94       | 60               | 54330      | 54210        |
| Manoncourt-en-Vermois        | 338                      | 6,68       | 51               | 54345      | 54210        |
| Saint-Nicolas-de-Port        | 7.363                    | 8,23       | 895              | 54483      | 54210        |
| Ville-en-Vermois             | 595                      | 10,53      | 57               | 54571      | 54210        |
| Kanton Jarville-la-Malgrange | 34.351                   | 72,53      | 474              | 5405       | –            |

Bis zur landesweiten Neuordnung der französischen Kantone im März 2015 gehörten zum Kanton Jarville-la-Malgrange die vier Gemeinden Heillecourt, Houdemont, Jarville-la-Malgrange (Hauptort) und Ludres. Sein Zuschnitt entsprach einer Fläche von 17,88 km2. Er besaß vor 2015 einen anderen INSEE-Code als heute, nämlich 5438.

## Bevölkerungsentwicklung
| 1962  | 1968   | 1975   | 1982   | 1990   | 1999   | 2006   | 2012   |
| ----- | ------ | ------ | ------ | ------ | ------ | ------ | ------ |
| 9.393 | 15.263 | 16.811 | 23.307 | 24.457 | 25.127 | 24.615 | 23.990 |

## Politik
Im 1. Wahlgang am 22. März 2015 erreichte keines der drei Wahlpaare die absolute Mehrheit. Bei der Stichwahl am 29. März 2015 gewann das Gespann Luc Binsinger/Sabine Lemaire-Assfeld (UD) gegen Jean-Claude Pissenem/Jocelyne Resclause (beide PS) und  Julien Delbarre/Huguette Vançon (beide FN) mit einem Stimmenanteil von 40,82 % (Wahlbeteiligung: 50,58 %).
Seit der Gründung 1982 hatte der Kanton folgende Abgeordnete im Rat des Départements:
| Vertreter im conseil général des Départements | Vertreter im conseil général des Départements | Vertreter im conseil général des Départements |
| Amtszeit                                      | Name                                          | Partei                                        |
| --------------------------------------------- | --------------------------------------------- | --------------------------------------------- |
| 1982–1985                                     | M. Bouillon                                   | PS                                            |
| 1985–1998                                     | Charles Choné                                 | UDF                                           |
| 1998–2004                                     | Roger Gauthrot                                | DVD                                           |
| 2004–2015                                     | René Mangin                                   | PS                                            |
| 2015–                                         | Luc Binsinger Sabine Lemaire-Assfeld          | Union de la Droite                            |